# Isabel, Duquesa da Baviera-Landshut
Isabel da Baviera (em alemão:  Elisabeth von Bayern), (1478 – Landshut, 15 de setembro de 1504), foi um membro da dinastia dos Wittelsbach, princesa da Baviera-Landshut por nascimento e princesa do Palatinado por casamento.

## Biografia
Isabel era a filha de Jorge, Duque da Baviera-Landshut e de sua mulher Edviges Jagelão. Após a morte de seu irmão Luís, em 1496, o Ducado da Baviera-Landshut ficou sem herdeiro masculino. Os tratados da Casa de Wittelsbach de 1392 e de 1450 previam que o território da Baviera-Landshut deveria ser dividido entre os restantes ducados bávaros, caso a linha sucessória masculina se extinguisse. O duque Jorge da Baviera-Landshut, ignorando estes tratados, deixou o seu território à sua filha nos seus últimos desejos incluídos no seu testamento, datado de 19 de setembro de 1496.

## Casamento e descendência
Em 1499 Isabel casou com Ruperto do Palatinado. Deste casamento nasceram:
- Ruperto (Ruprecht) e Jorge (Georg), [gémeos], (1500 - ambos mortos em 1504);
- Otão Henrique (Otto Heinrich ou Ottheinrich) (1502-1559), Duque do Palatinado-Neuburgo, Eleitor Palatino.
- Filipe (Philip) (1503-1548), duque do Palatinado-Neuburgo;

## Guerra de Sucessão
Em 1503 Jorge nomeou Rupert como governador da Baixa Baviera. Jorge morreu em 1 de dezembro de 1503 e Isabel dissolveu o conselho de regência do Estado. A sua decisão contribuiu para o início da Guerra da Sucessão de Landshut.
O seu opositor foi Alberto IV, duque da Baviera-Munique que era o o parente masculino que deveria ter herdado a Baviera-Landshut se os tratados de sucessão tivessem sido respeitados. Alberto tinha importante aliados aos quais se viriam a juntar o seu cunhado, o imperador Maximiliano I. O marido de Isabel morreu de disenteria em 20 de agosto de 1504. Isabel continuou a guerra, e as suas tropas mantiveram o controlo de Landshut, Dingolfing e Moosburg an der Isar. No entanto ela foi declarada uma fora da lei. Os seus aliados boêmios sofreram uma derrota decisiva em Wenzenbach a 12 de setembro de 1504.
Três dias depois, também ela morreu de disenteria. Está sepultada no mosteiro Cistercience de Seligenthal, em Landshut.

## Ligações Externas
- Genealogia dos Wittelbach (euweb.cz)